# Yuzo Tashiro
Yuzo Tashiro (n. 22 iulie 1982) este un fotbalist japonez.

## Statistici
| Japonia | Japonia | Japonia |
| An      | Meciuri | Goluri  |
| ------- | ------- | ------- |
| 2008    | 3       | 0       |
| Total   | 3       | 0       |